# Религия в Эсватини

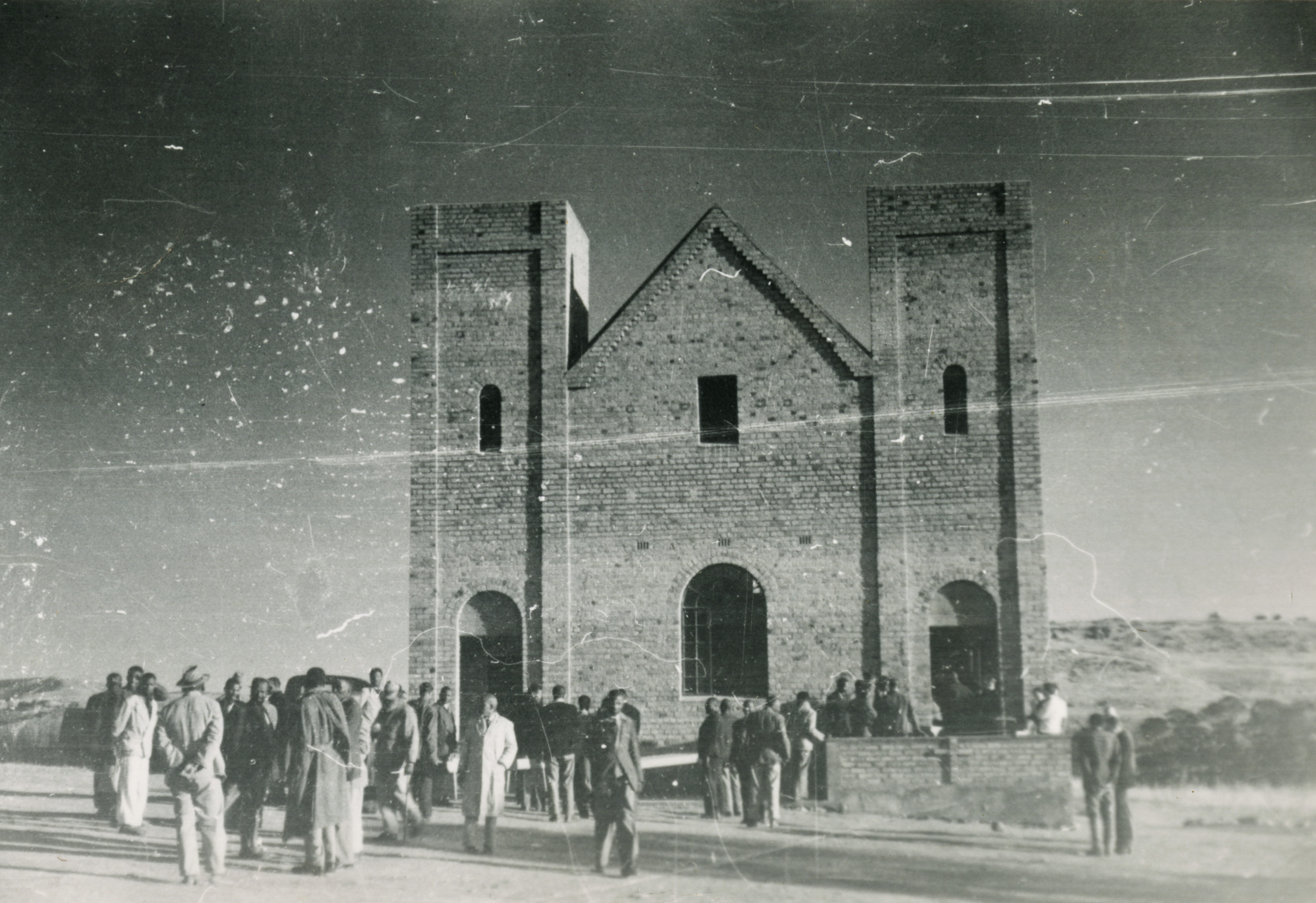
Христианская церковь в Свазиленде

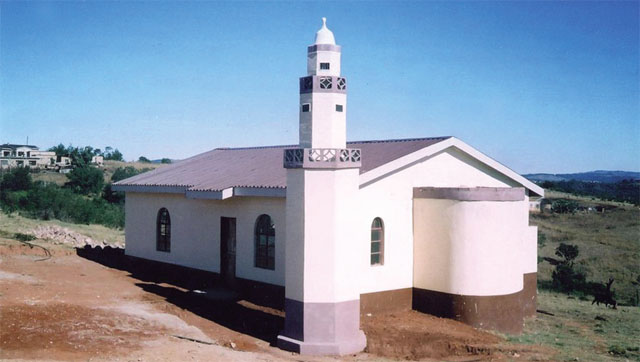
Мечеть Баитул Хади, Хлатикулу

Религия в Эсватини — совокупность религиозных верований, присущих народам этой страны. Конституция королевства, вступившая в силу 8 февраля 2006 года, предусматривает свободу вероисповедания. 
Христианство является доминирующей религией в Эсватини. По данным исследования центра Pew, его исповедует более 88% населения страны. Согласно докладу религиозных лидеров Госдепартамента США в 2012 году, местные религиозные лидеры считают, что 90% населения страны является христианами, 0,2% — мусульманами, а менее 10% принадлежат к другим религиозным группам. Согласно отчету ЦРУ, христиане составляют 60%, мусульмане 0,2%, представители других религий (включая представителей традиционных верований, бахаи, мормонов, иудеев) 30%. В то время как Clay Potts утверждает, что 20% населения страны продолжают исповедовать традиционную религию свази. 
В 1913 году в стране зародилась Католическая церковь, которая образовала единую епархию Манзини. 
18 июля 2012 года Эллиной Вамукойа была избрана англиканским епископом Свазиленда. 17 ноября 2012 года она стала первой женщиной, освященной в качестве епископа в Африке.
С 2012 года появляются сообщения о дискриминации в обществе, основанной на религиозной принадлежности, убеждениях или практике.